# August Bungert
August Bungert, född 14 mars 1846 och död 26 oktober 1915, var en tysk tonsättare.
Bungert är mest känd genom sin Homerische Welt, ett musikdrama i imiterad Wagnerstil till tonsättarens egen text. Detta seriedrama framställer Odysséen i ett förspel och tre dramer: Kirke, Nausikaa, Odysseus' Heimkehr och Odysseus' Tod. Av dessa har Odysseus' Heimkehr blivit bäst mottaget genom uppförandet i Dresden av Ernst von Schuch. Mera självständig framstår han i sin stora trosbekännelse Warum? Woher? Wohin?, ett oratorium med text ur Jobs bok. Bungert har även skrivit Lieder, delvisk med text av Carmen Sylva.